# Castell de Moritzburg
El castell de Moritzburg (Jagdschloss Moritzburg) és un castell de Saxònia, al municipi del mateix nom, al costat de Dresden. Fou construït pel rei Frederic August I.

## Història

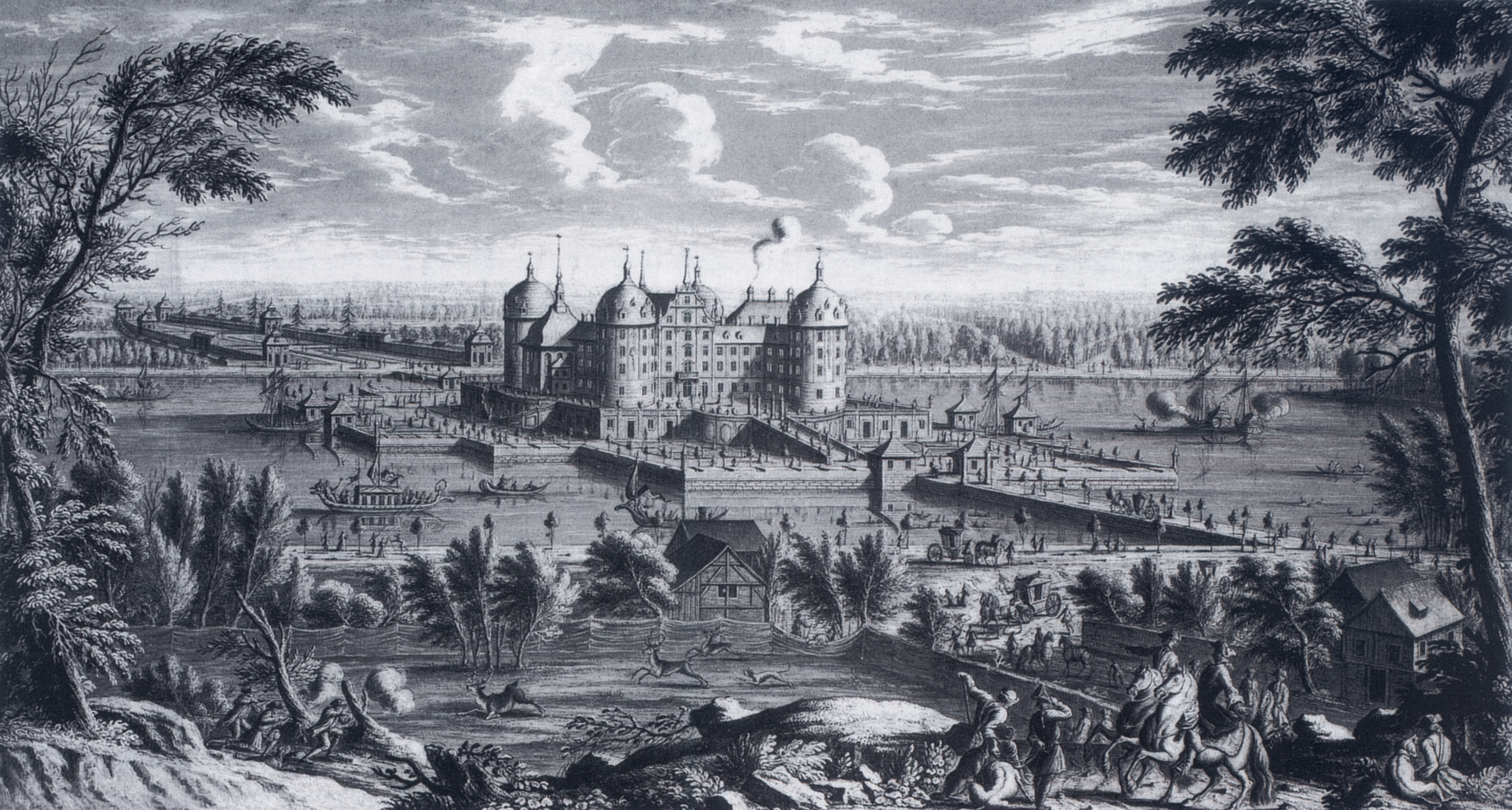
Vista del castell el 1733

El duc Moritz de Saxònia es va fer construir un pavelló de caça renaixentista entre 1542 i 1546. Posteriorment, el príncep Joan Jordi II de Saxònia hi va ajuntar una capella construïda per Wolf Caspar von Klengel entre 1661 i 1672, que va engrandir el castell. El 1697 Frederic August I es va convertir al catolicisme i va esdevenir rei de Polònia i des de llavors la capella va servir aquest ritu fins avui dia.
El 1703 va decidir construir un nou castell, aquesta vegada en estil barroc, per tal d'habilitar-lo com a lloc de descans i de caça. August va controlar les obres en tot moment. El músic Johann David Heiniche va compondre el 1719 la Serenata di Moritzburgque es va interpretar l'octubre, després d'una cacera reial. Matthäus Daniel Pöppelmann va continuar els treballs entre 1723 i 1733.
El parc es va transformar als voltants de 1800, es va restaurar el petit castell o pavelló rococó de la faisaneria, construït entre 1769 i 1782. El príncep Ernest Enric de Saxònia (1896-1971) el va fer la seva residència principal entre 1933 i 1945, però la família Saxònia va ser expropiada al final de la guerra. Molts dels tresors artístics es van dispersar i molts van anar a parar a l'URSS, fins i tot molts dels que havien estat amagats per evitar el pillatge. Encara ara, es fan batudes per trobar enterrats tresors del castell i posar-los al museu.
El castell avui és obert com a museu de l'art barroc, amb peces que recorden el rei August, i el parc dels voltants es fa servir com a lloc lúdic i d'esbarjo.

## Descripció
El castell barroc actual és de planta quadrada amb quatre torres cilíndriques als costats construït en una illa d'un llac artificial que el volta completament. Pel mur oriental hi sobresurt la planta de l'església. A l'exterior del castell i del llac hi ha jardins i estancs, així com el pavelló rococó dels Faisans, que s'eleva sobre un port en miniatura i la granja estatal de sementals de Saxònia.

## Galeria

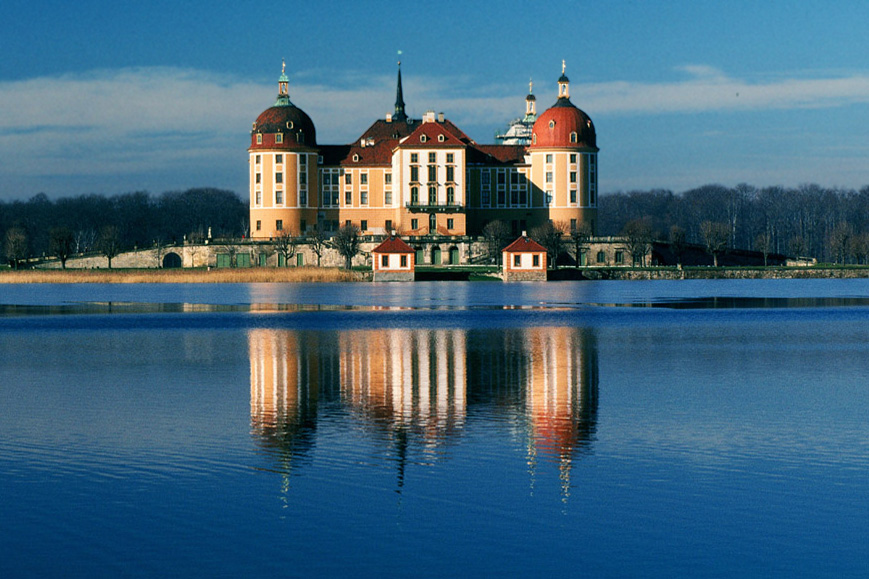
Façana est del castell
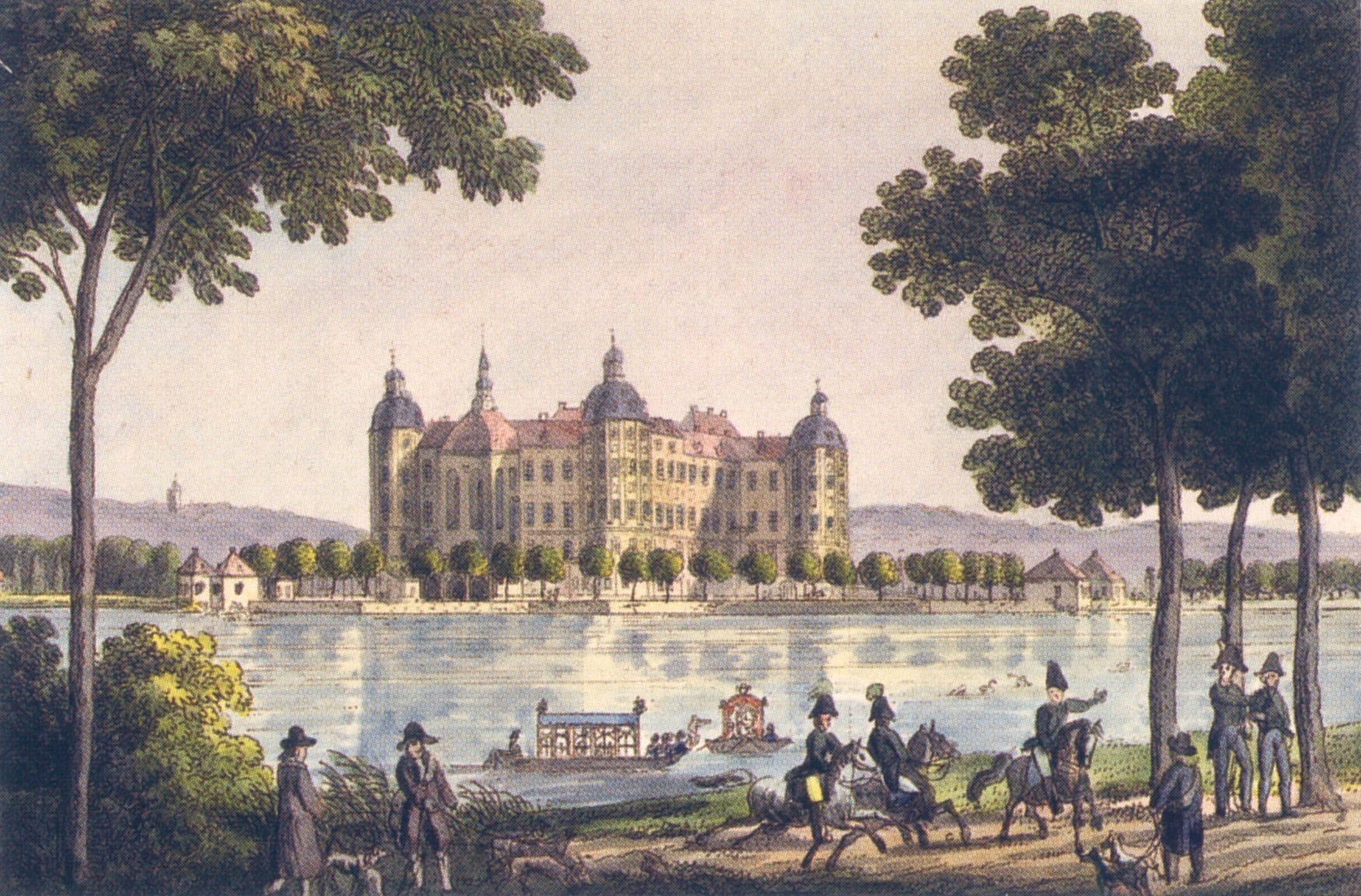
El castell vers 1800
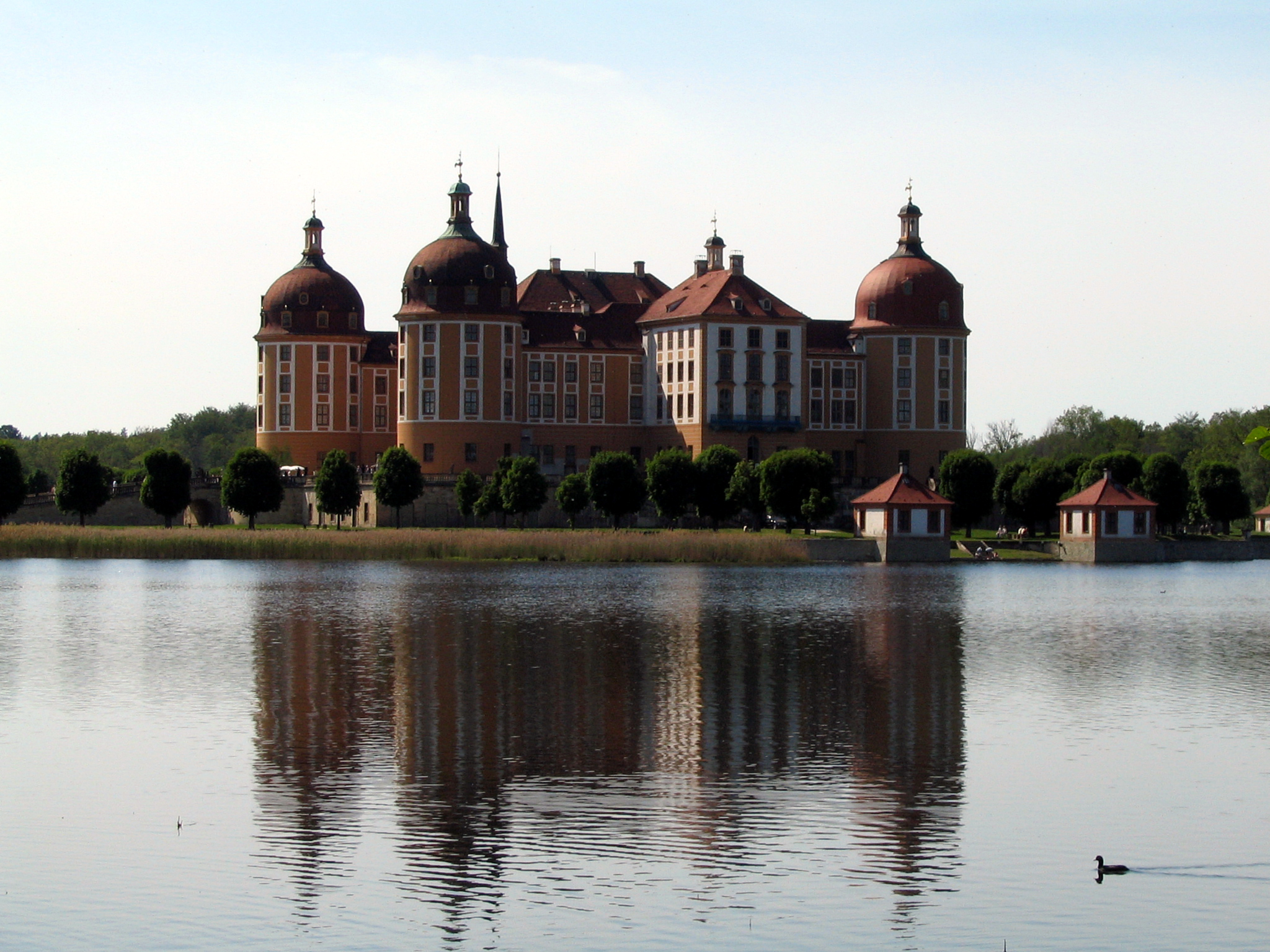
El castell el 2004
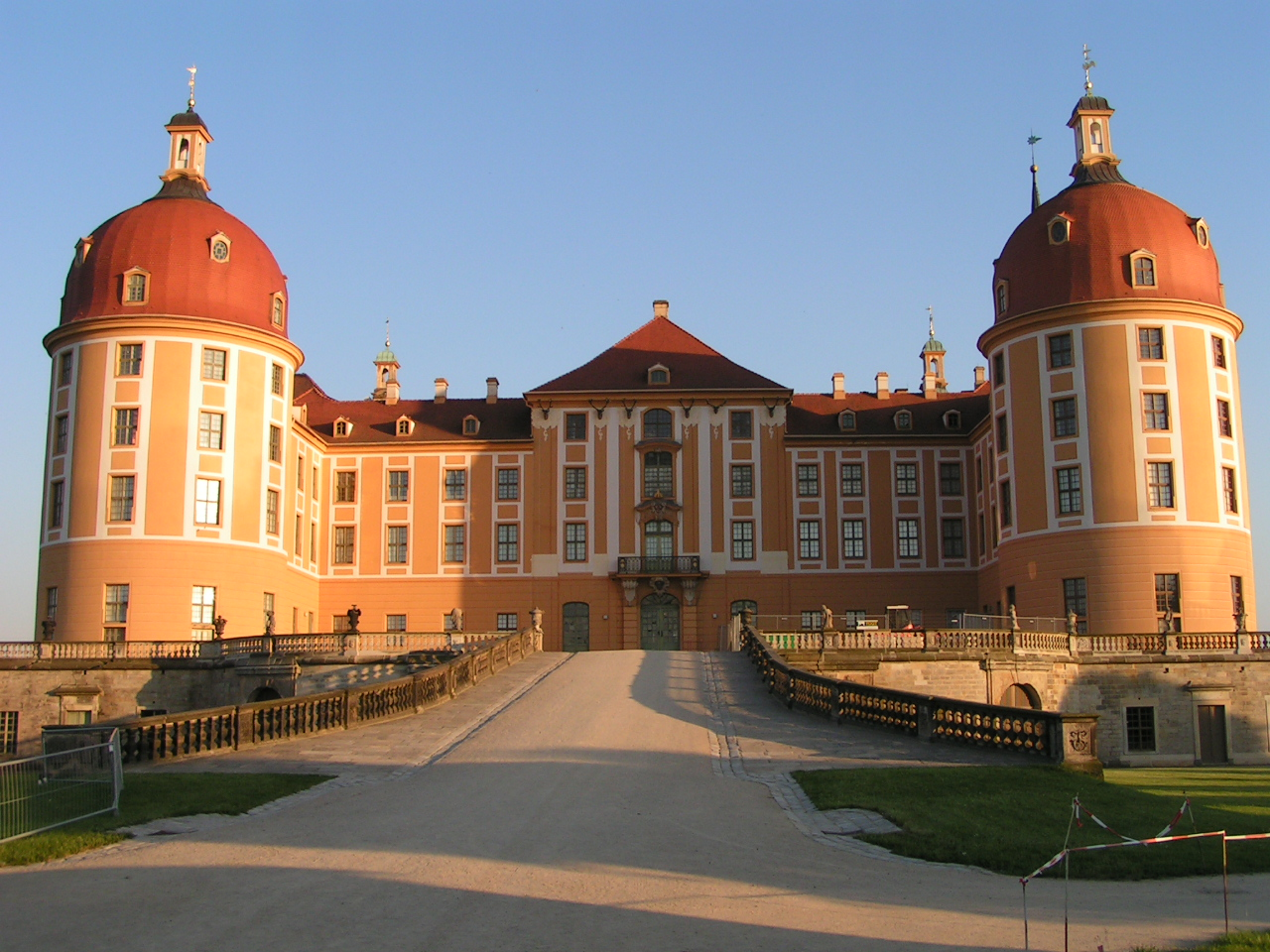
Façana d'honor en la posta de sol